# Andreas Blodig
Andreas Blodig (* 3. April 1987 in Fellbach) ist ein deutscher Handballspieler.

## Karriere
Andreas Blodig fing beim SV Fellbach mit dem Handball an. Dort durchlief er alle Jugendmannschaften und wechselte zur Saison 2012/2013 zur SG BBM Bietigheim in die 2. Handball-Bundesliga. In der Saison 2013/2014 stieg Blodig in die Handball-Bundesliga auf und spielte dort ein Jahr lang, bis die SG BBM Bietigheim nach der Saison wieder abstieg.
Von 2015 bis 2017 spielte Blodig bei der TSB Heilbronn-Horkheim in die 3. Liga Süd. Mittlerweile ist er Spielertrainer beim SV Fellbach.

## Erfolge
- Aufstieg in die Handball-Bundesliga mit der SG BBM Bietigheim.